# Johann Nikolaus Forkel
Johann Nikolaus Forkel (Meeder, Coburg, 1749. február 22. – Göttingen, 1818. március 20.), német orgonista és zeneigazgató. Manapság a zenei historizmus úttöröjeként, a zenetudomány megteremtőjeként tartjuk számon.
Egy cipész fiaként született, ennek ellenére a zenei pályát választotta hivatásául. Már mint gyermek templomi énekes lett, később mint billentyűs-játékos szerzett hírnevet, de ennél sokkal jobban érdekelte a zenetudomány, különösen Johann Sebastian Bach művei.
Bach annyira hatással volt rá, hogy mindent megtett művei népszerűsítésének érdekében. 1802-ben írta meg első Bach-biográfiáját és előtte még lehetősége volt a mester fiaival, Carl Philipp Emanuel Bachhal és Wilhelm Friedemann Bachhal konzultálnia, plusz információkat szerezni – ezért olyan értékes még ma is ez az életrajz.
Könyvtára, amit abban az időben potom pénzért, de nagy műgonddal gyűjtött össze, ma a berlini Királyi Könyvtár egyik legértékesebb részét teszik ki a könyvek ritkasága miatt.
Ezek mellett a göttingeni egyetemi templom orgonistája volt, filozófiából doktorátusi címet szerzett, és 1778-tól a György-Ágost Egyetem zeneigazgatója volt..

## Művei
- Über die Theorie der Musik (Göttingen, 1777)
- Musikalisch-kritische Bibliothek (3 kötet, Gotha, 1778/79)
- Allgemeine Geschichte der Musik (Lipcse, 1788-1801), amelyben a történelmi eseményeket csupán a 15. század közepéig taglalja
- Allgemeine Literatur der Musik (1792)
- Über Johann Sebastian Bachs Lebens, Kunst und Kunstwerke (1802)

Zeneművei manapság kisebb érdeklődésnek örvendenek. Legismertebb műve az angol himnuszra („God Save the King”) írt billentyűs variációi. 1793-ban Abt Vogler hosszas kritikát ír róla, majd mellékel még hozzá pár variációt, amit szerinte a mesternek magától is meg kellett volna írnia.